# Tanner’s Brook
Der Tanner’s Brook ist ein Wasserlauf in Surrey, England. Er entsteht in Holmwood und fließt in nordöstlicher Richtung bis zu seiner Mündung in den River Mole bei Brockham.